# Son Dolç
Son Dolç és una antiga possessió de Santa Maria del Camí situada al costat de la carretera d'Inca, en el punt on contacta amb el Camí de Coanegra (Pont de Son Dolç). Avui sols en romanen les cases, molt modificades.
Son Dolç ja es documenta el 1656 quan Joana Fiol ven dues quarterades plantades de vinya a Bartomeu Dolç, menestral de Sineu. La finca va anar augmentant d'extensió i fins al segle xx ha pertangut a la mateix família, de llinatge Dolç.